# Kabinett Laval III

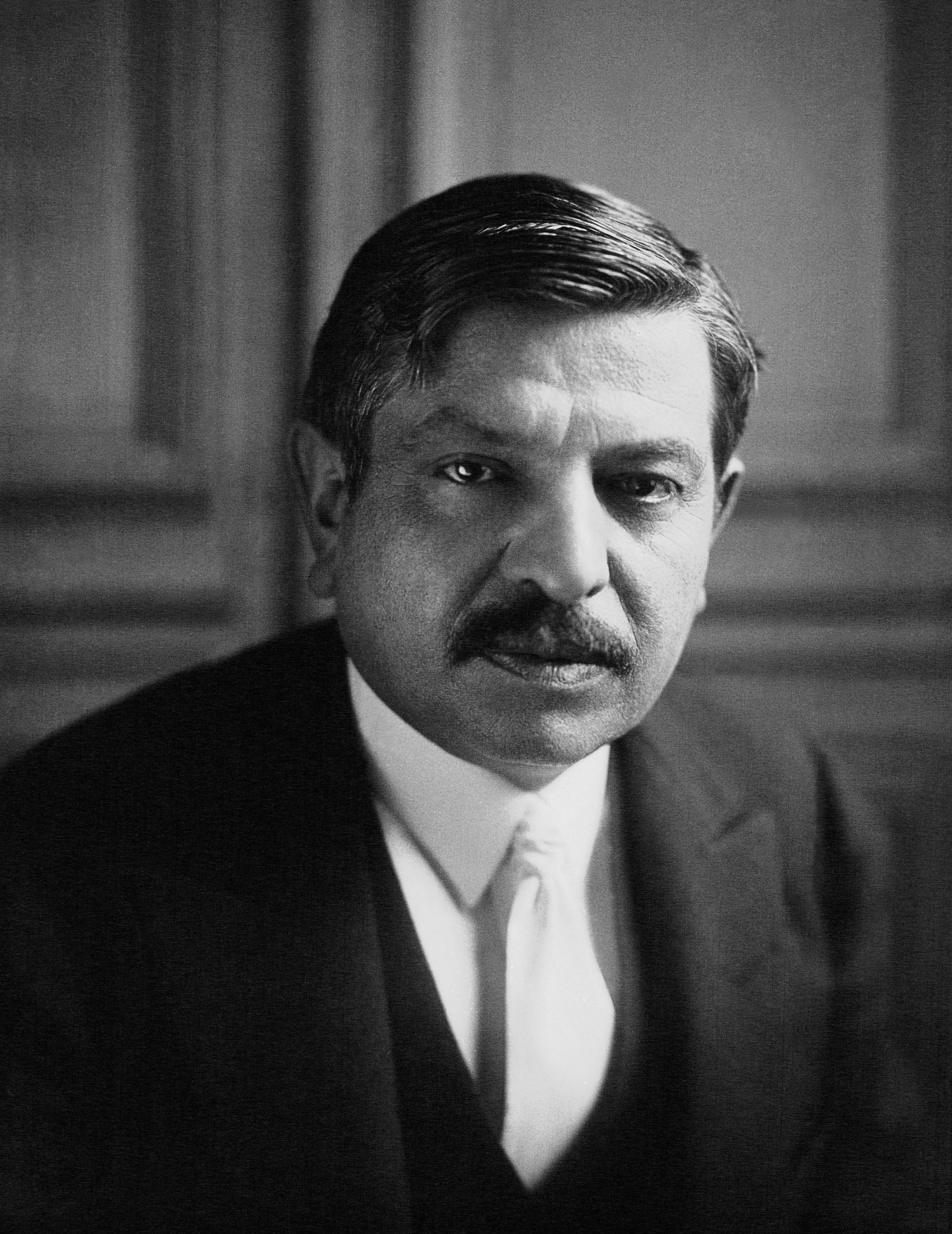
Pierre Laval (1931)

Das dritte Kabinett Laval war eine Regierung der Dritten Französischen Republik. Es wurde am 14. Januar 1932 von Premierminister (Président du Conseil) Pierre Laval gebildet und löste das Kabinett Laval II ab. Es blieb bis zum 6. Februar 1932 im Amt und wurde vom Kabinett Tardieu III abgelöst.
Dem Kabinett gehörten Vertreter folgender Parteien an: Alliance démocratique (AD), Fédération républicaine (FR), Radicaux indépendants (RI), Parti républicain-socialiste (PRS), Parti Démocrate Populaire (PdP) und Abweichler der Parti républicain, radical et radical-socialiste (PRRRS).

## Kabinett
Diese Minister bildeten das Kabinett:
- Premierminister: Pierre Laval
- Außenminister: Pierre Laval
- Finanzminister: Pierre-Étienne Flandin (AD)
- Minister für den Haushalt: François Piétri (AD)
- Kriegsminister: André Tardieu (AD)
- Justizminister: Léon Bérard (AD)
- Minister für öffentlichen Unterricht und Kunst: Marius Roustan[1]  (RI)
- Minister des Inneren: Pierre Cathala[2] (RI)
- Minister für Kriegsmarine: Charles Dumont[3] (AD)
- Minister für Luftfahrt: Jacques-Louis Dumesnil[4] (PRRRS)
- Minister für Handel und Industrie: Louis Rollin[5] (AD)
- Minister für öffentliche Arbeiten: Maurice Deligne[6] (RI)
- Minister für Post, Telegraphie und Telefonie: Charles Guernier[7] (RI)
- Landwirtschaftsminister: Armand Achille-Fould[8] (FR)
- Minister für Kolonien: Paul Reynaud (AD)
- Minister für Arbeit und Sozialversicherung: Adolphe Landry (RI)
- Minister für öffentliche Gesundheit: Camille Blaisot[9] (FR)
- Minister für die Handelsmarine: Louis de Chappedelaine[10] (RI)
- Minister für Renten: Auguste Champetier de Ribes (PDP)

### Unterstaatssekretäre
Dem Kabinett gehörten folgende Sous-secrétaires d’État an:
- Nationalökonomie, Innenministerium und Premierminister: Claude-Joseph Gignoux[11] (AD)
- Ministerium für Unterricht und Kunst; hier schöne Künste: Maurice Petsche[12] (AD)
- Ministerium für Unterricht und Kunst; hier technische Ausbildung: Charles Pomaret[13] (PRS)
- Ministerium für Unterricht und Kunst, hier Sportunterricht: Émile Morinaud[14] (RI)
- Ministerium für öffentliche Arbeiten; öffentliche Arbeiten und Tourismus: Gaston Gérard[15] (AD)
- Kriegsmarine: Pierre Dignac[16] (AD)
- Luftfahrt: Étienne Riché[17] (RI)
- Handel und Industrie: Charles Frey (AD)
- Kolonien: Blaise Diagne (PRS)
- Arbeit und Sozialversicherung: Maurice Foulon[18]

## Historische Einordnung
Laval beendete seine dritte Amtszeit, nachdem er im Senat bei der Vertrauensfrage eine Niederlage erlitten hatte.